# Tyrannochthonius bagus
Espèce
Tyrannochthonius bagus est une espèce de pseudoscorpions de la famille des Chthoniidae.

## Distribution
Cette espèce est endémique de Sumatra en Indonésie. Elle se rencontre vers Liwa.

## Description
Les femelles mesurent de 0,91 à 1,05 mm.

## Publication originale
- Harvey, 1988 : Pseudoscorpions from the Krakatau Islands and adjacent regions, Indonesia (Chelicerta: Pseudoscorpionida). Memoirs of the National Museum of Victoria, vol. 49, no 2, p. 309-353 (texte intégral).